# 1980年の政治
1980年の政治（1980ねんのせいじ）では、1980年（昭和55年）の政治分野に関する出来事について記述する。

## できごと

### 1月
- 1月10日 - 社会党と公明党が連合政権構想に合意。
- 1月13日 - 西ドイツで緑の党が創設される。
- 1月18日 - 宮永陸将補スパイ容疑で逮捕。
- 1月21日 - 駐デンマーク大使に高橋展子が任命される（初の女性大使）。
- 1月22日 - アンドレイ・サハロフ博士がゴーリキーに追放される。
- 1月26日 - エジプトとイスラエルが国交回復。
- 1月28日 - イラン大統領選挙が実施。アボルハサン・バニーサドルが当選。

### 2月
- 2月10日 - 社会党大会。社公政権構想を決定。
- 2月26日 - 日本共産党、「社会党と訣別」を宣言

### 3月
- 3月6日 - 浜田幸一自民党衆議院議員ラスベガス事件表面化。

### 4月
- 4月1日
  - 広島市、政令指定都市になる。
  - 衆議院、安全保障特別委員会の設置を可決。
- 4月2日 - 自民党反主流派三派（福田派、三木派、中曽根派）が自民党刷新連盟結成。
- 4月10日 - ハマコー、田中六助の説得に応じ議員辞職。
- 4月12日 - リベリアでサミュエル・ドウらが軍事クーデターを起こし、ウィリアム・R・トルバート大統領を暗殺、政権を掌握する。
- 4月17日 - 中国、IMFに加盟。
- 4月18日 - ジンバブエ、イギリスから独立。
- 4月24日 - アメリカ、駐イラン大使館人質救出作戦失敗。

### 5月
- 5月16日 - 衆議院本会議で社会党提出の内閣不信任案可決。自民党は反大平に回った69人と病欠4人を欠いたため、賛成243票、反対187票で不信任が成立。
- 5月17日 - （韓国）国務会議で非常戒厳令の拡大を決定。同時に政治活動の禁止、大学の無期限休校、金鍾泌や金大中などの政治家や在野人士を逮捕、新民党総裁の金泳三も自宅軟禁処分。韓国は事実上の軍政に移行（5・17非常戒厳令拡大措置）
- 5月18日 - 韓国南西部の地方都市である光州市で戒厳令に反対する学生と市民が軍隊と衝突（光州事件の始まり）。
- 5月19日 - 大平正芳首相、衆議院解散（ハプニング解散）。
- 5月20日 - 自民党反主流派、党再生協議会を結成。代表世話人に河本敏夫、中川一郎、安倍晋太郎。
- 5月27日
  - 光州事件はこの日、韓国軍が全羅南道の道庁舎に立てこもっていた市民軍を鎮圧したことで終結した。
  - 華国鋒・中国首相来日。
- 5月30日 - 参議院選挙開始。大平首相深夜、狭心症で東京・虎ノ門病院に入院。

### 6月
- 6月12日 - 大平首相、急死。
- 6月22日
  - 第6回先進国首脳会議（ヴェネチア・サミット）開催。
  - 衆参同時選挙（第36回衆議院議員総選挙、第12回参議院議員通常選挙）投票。自民党圧勝。
    - 衆議院は、自由民主党284議席、日本社会党107議席、公明党33議席、民社党32議席、日本共産党29議席、新自由クラブ12議席、社会民主連合3議席、無所属11議席。
    - 参議院は、自由民主党69議席、日本社会党22議席、公明党12議席、日本共産党7議席、民社党6議席、諸派2議席、無所属8議席。

### 7月
- 7月7日 - 自民党最高顧問会議、後継総裁に鈴木善幸総務会長を擁立。
- 7月9日 - 日本武道館で大平首相内閣・自民党合同葬。
- 7月15日 - 自民党両院議員総会で鈴木善幸が第10代総裁に選出される。
- 7月17日 - 鈴木善幸内閣成立。外相に伊東正義、蔵相に渡辺美智雄、通産相に田中六助、内閣官房長官に宮沢喜一、行管庁長官に中曽根康弘、経企庁長官に河本敏夫、科技庁長官に中川一郎。
- 7月30日 - バヌアツが独立。

### 9月
- 9月3日 - 伊藤律、中国から帰国。
- 9月17日
  - 韓国で金大中に死刑判決。
  - ポーランドで独立自主管理労働組合「連帯」が発足する。
- 9月22日 - イラン・イラク戦争開始。

### 10月
- 10月5日 - ドイツ連邦議会選挙。連立与党の社会民主党と自由民主党が勝利し、引き続き政権を維持。
- 10月24日 - アレクセイ・コスイギンソ連首相、病気のため辞任。後任はニコライ・チーホノフ。

### 11月
- 11月4日 - アメリカ大統領選挙。ロナルド・レーガン圧勝。

### 12月
- 12月6日 - 中華民国で立法委員増額選挙実施。